# 戰場原

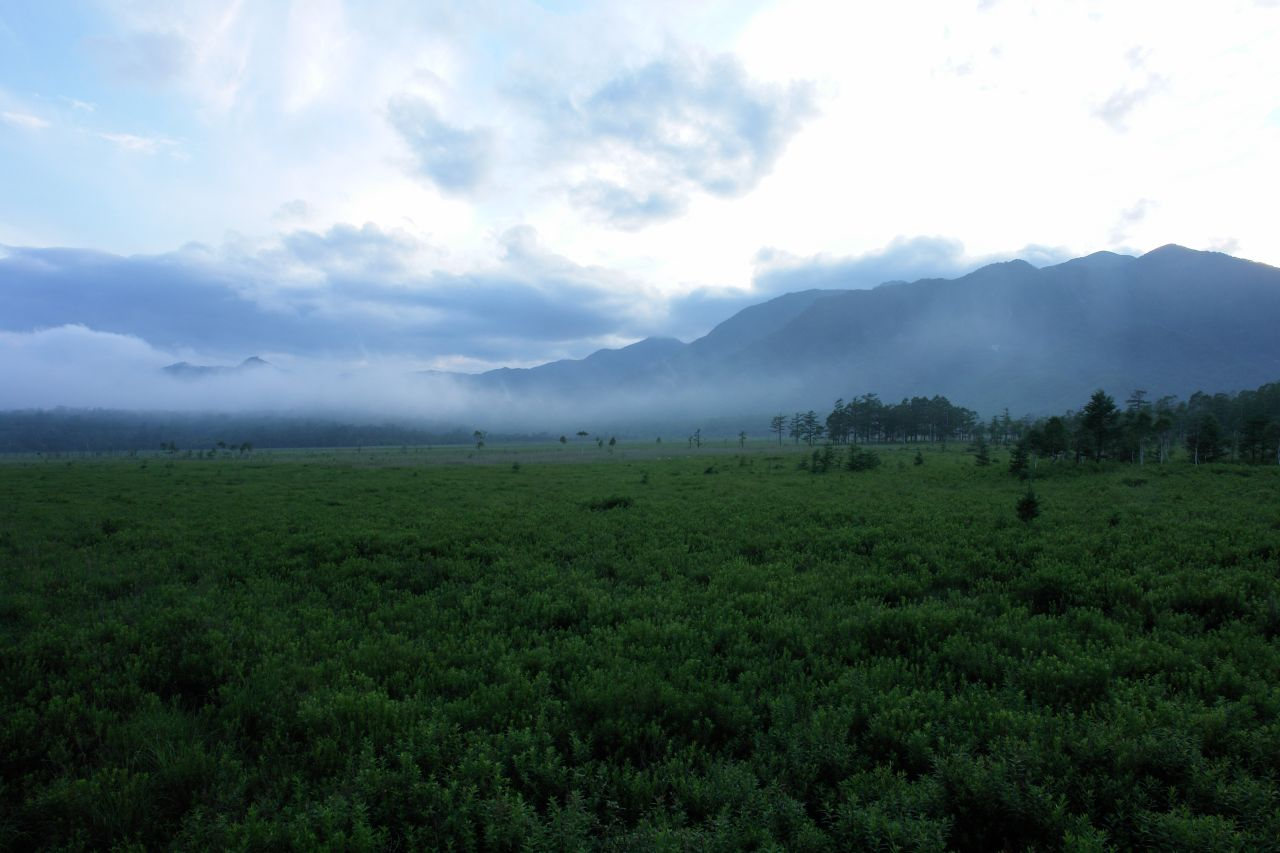
七月的戰場原

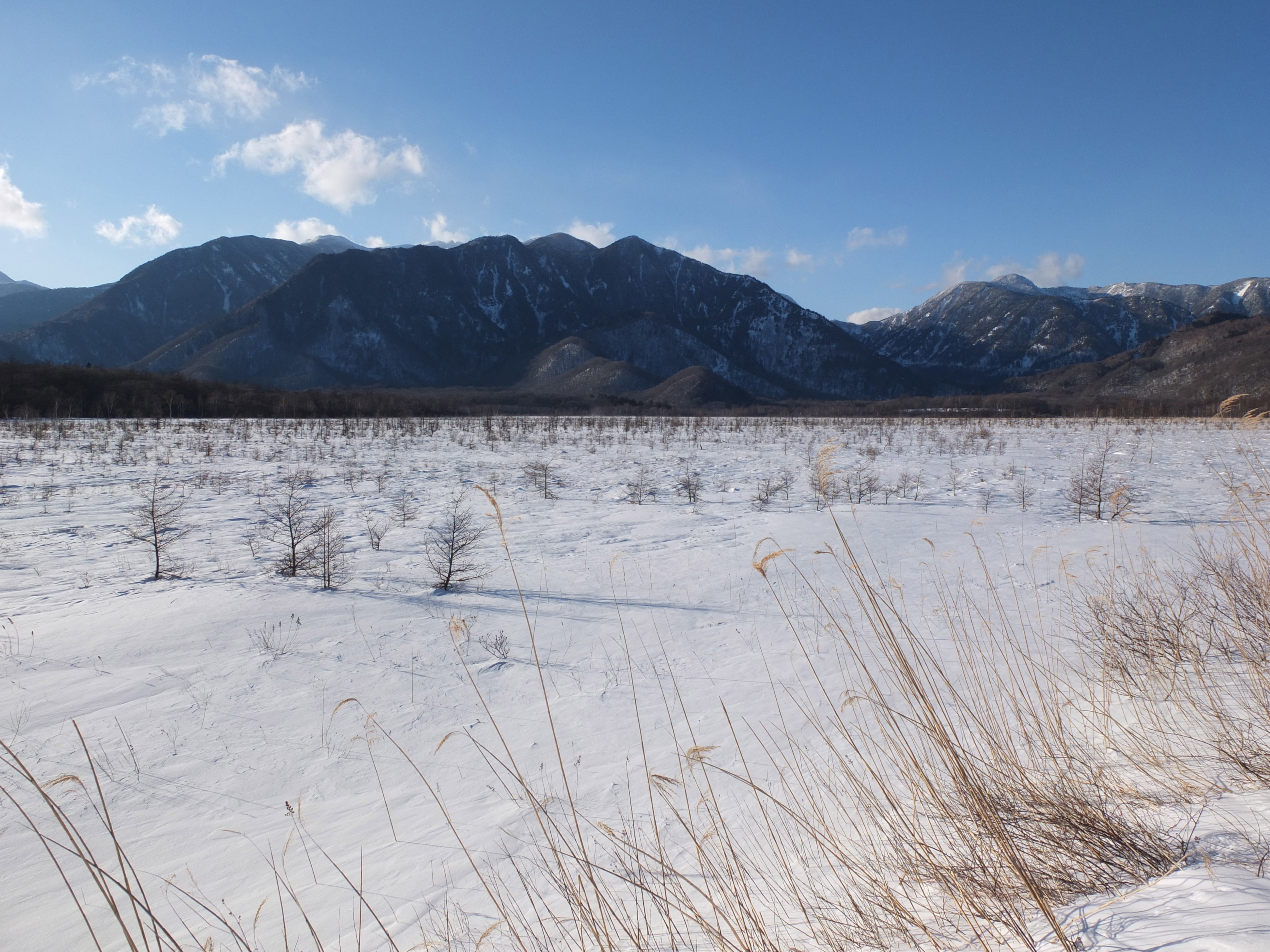
二月的戰場原

戰場原（日语：／ Senjōgahara）是日本栃木縣日光市日光国立公園内的一個高山濕地，海拔在1,390至1,400米之間，面積約400公頃。
傳說日本的一些山神曾為了爭奪中禪寺湖而在此開戰，因而得名。这次戰爭的勝利者是男體山的山神二荒神。2001年日本環境省將其列為日本最重要的500塊湿地之一。2006年其中的174.68公頃土地在濕地公約登錄，此即奥日光湿原（奥日光の湿原）。

## 外部連結
- (社)日光観光協会オフィシャルサイト

36°46′43″N 139°26′34″E / 36.7785°N 139.4428°E